# Gerd Jüttemann
Gerd Jüttemann (* 7. Dezember 1933 in Oberhausen; † 28. Juli 2023 in Berlin) war ein deutscher Psychologe und Hochschullehrer. Er gilt als Begründer der in den Sozialwissenschaften eingesetzten qualitativen Forschungsmethode „Komparative Kasuistik“.

## Leben
Jüttemann studierte Psychologie an den Universitäten Köln, Bonn, Innsbruck und Kiel. 1974 wurde er zum Professor an die Technische Universität Berlin berufen. Hier lehrte er vor allem die Fächer Persönlichkeitspsychologie, Klinische Psychologie, Psychodiagnostik und Methodenlehre.

## Werk
Jüttemanns Arbeitsschwerpunkte waren Autogenese- und Biographieforschung, Historische Psychologie, Persönlichkeitspsychologie sowie Qualitative Forschungsmethoden (u. a. Komparative Kasuistik). Er sah Psychologie nicht in erster Linie als Naturwissenschaft, sondern vor allem als Humanwissenschaft. Unter Berufung auf Wilhelm Wundt betonte er, „dass eine Psychologie, die die inhaltliche Seite des Seelischen ausblendet und sich auf die quantitative Erforschung funktionaler Zusammenhänge beschränkt, eine unvollständige und unvollkommene Psychologie bleiben muss, weil sie ihren wichtigsten  Gegenständen ausweicht“. Jüttemann war Mitherausgeber der Zeitschriften Journal für Psychologie und „Psychologie und Geschichte“ sowie der Buchreihen „Philosophie und Psychologie im Dialog“ und „Psychologie und Beruf“ (beide Reihen im Verlag Vandenhoeck & Ruprecht). Außerdem war er im Wissenschaftlichen Beirat des Forums Qualitative Sozialforschung [FQS] tätig.

## Bücher (Auswahl)
- Psyche und Subjekt. Rowohlts Enzyklopädie, Reinbek 1992, ISBN 3-499-55507-7.
- Persönlichkeitspsychologie. Perspektiven einer wirklichkeitsgerechten Grundlagenwissenschaft. Asanger, Heidelberg 1995, ISBN 3-89334-273-7.
- Persönlichkeit und Selbstgestaltung. Der Mensch in der Autogenese. Vandenhoeck & Ruprecht, Göttingen 2007, ISBN 978-3-525-49110-2.
- Historische Psychologie und die Entwicklung der Menschheit. Die Perspektive einer Fundamentaltheorie. Einzelheft der Zeitschrift Erwägen Wissen Ethik. Stuttgart 2011, ISSN 1610-3696.
- Identität und Geschichte (zusammen mit Emil Angehrn). Band 17 der Buchreihe Philosophie und Psychologie im Dialog. Vandenhoeck & Ruprecht, Göttingen 2018, ISBN 978-3-525-45248-6.

Als Herausgeber
- Psychologie in der Veränderung. Perspektiven für eine gegenstandsangemessenere Forschungspraxis. Beltz/Psychologie Verlags Union, Weinheim 1983, ISBN 3-621-54646-4.
- Die Geschichtlichkeit des Seelischen. Der historische Zugang zum Gegenstand der Psychologie. Beltz/Psychologie Verlags Union, Weinheim 1986.
- Wegbereiter der Historischen Psychologie. Beltz/Psychologie Verlags Union, Weinheim 1988 (2. Auflage: 1995).
- Qualitative Forschung in der Psychologie. Grundfragen, Verfahrensweisen, Anwendungsfelder. 2. Auflage. Asanger, Heidelberg 1989.
- Komparative Kasuistik. Asanger, Heidelberg 1990, ISBN 3-89334-169-2.
- Individuelle und soziale Regeln des Handelns. Beiträge zur Weiterentwicklung geisteswissenschaftlicher Ansätze in der Psychologie. Asanger, Heidelberg 1991, ISBN 3-89334-192-7.
- Psychologie als Humanwissenschaft. Ein Handbuch. Vandenhoeck & Ruprecht, Göttingen 2004, ISBN 3-525-46215-8.
- Wilhelm Wundts anderes Erbe. Ein Missverständnis löst sich auf. Vandenhoeck & Ruprecht, Göttingen 2006, ISBN 3-525-49087-9.
- Suchprozesse der Seele. Die Psychologie des Erwägens. Vandenhoeck & Ruprecht, Göttingen 2008, ISBN 978-3-525-49139-3.
- Komparative Kasuistik. Die psychologische Analyse spezifischer Entwicklungsphänomene. Pabst Science Publishers, Lengerich 2009, ISBN 978-3-89967-487-3.
- Biographische Diagnostik. Pabst Science Publishers, Lengerich 2011, ISBN 978-3-89967-719-5.
- Die Entwicklung der Psyche in der Geschichte der Menschheit. Pabst Science Publishers, 2013, ISBN 978-3-89967-859-8.
- Wie Destruktivität die Geschichte lenkt. Psychopathologien und Auswege (= Diskurse der Psychologie). Psychosozial-Verlag, Gießen 2023, ISBN 978-3-8379-3256-0, doi:10.30820/9783837961140.

Als Mitherausgeber
- mit M. Sonntag: Individuum und Geschichte. Beiträge zur Diskussion um eine „Historische Psychologie“. Asanger, Heidelberg 1993, ISBN 3-89334-223-0.
- mit H. Thomae: Persönlichkeit und Entwicklung. Beltz, Weinheim 2002, ISBN 3-407-22113-4 (Taschenbuchreihe).
- mit M. Sonntag und Chr. Wulf: Die Seele. Ihre Geschichte im Abendland. Beltz/Psychologie Verlags Union, Weinheim 1991. (Neuauflage: Vandenhoeck & Ruprecht, Göttingen 2005, ISBN 3-525-49074-7)
- mit W. Mack: Konkrete Psychologie: Die Gestaltungsanalyse der Handlungswelt. Pabst Science Publishers, Lengerich 2010, ISBN 978-3-89967-492-7.
- mit C. Hubig: Philosophie und Psychologie im Dialog. Buchreihe bei Vandenhoeck & Ruprecht, Göttingen.